# Teódoto I de Constantinopla
Teódoto I Cassiteras (em grego: Θεόδοτος Α΄ Κασσιτεράς; em latim: Theodotus I Cassiteras) foi o patriarca de Constantinopla entre 1 de abril de 815 até janeiro de 821 d.C.

## Biografia
Teódoto nasceu em Nacoleia, filho do patrício Miguel Melisseno com a irmã de Eudócia, a esposa do imperador bizantino Constantino V Coprônimo 741. Teódoto se juntou à burocracia da corte imperial e era um confidente do imperador Miguel I Rangabe. Ele serviu como um oficial administrativo (espatarocandidato) e se manteve nas graças imperiais ao desposar a causa do imperador usurpador Leão V, o Armênio 813. Após a ascensão dele, Teódoto o convenceu a respeito da justiça da causa iconoclasta e, através de um importante asceta, urgiu o imperador a adotar o exemplo do imperador Leão III, o Isauro 717.
Após depor o patriarca Nicéforo I em 815, o imperador Leão ordenou que Teódoto fosse tonsurado e o apontou como patriarca. O já idoso oficial é descrito como sendo franco, pouco educado e virtuoso, ainda que algumas de suas ações anteriores traíssem um certo gosto pela intriga. Teódoto foi encarregado de realizar banquetes tão frívolos quanto luxuosos, escandalizando alguns membros mais conservadores do clero. Ele também presidiu sobre o sínodo de Constantinopla que se realizou em 815 para restaurar o iconoclasma, ainda que muito do esforço iconoclasta tenha sido liderado por outros clérigos, incluindo os patriarcas seguintes, Antônio I e João Gramático. Teódoto aparece representado no período seguinte ao concílio torturando de fome mais de um abade iconódulo como forma de forçá-los a concordar com a sua política eclesiástica.